# Lahti L-35
Lahti L-35 byla finská vojenská pistole vyráběná mezi léty 1938 a 1952. Stala se první pistolí finské výroby. L 35 je považována za velmi spolehlivou zbraň a také přesnou, ale v porovnání s ostatními pistolemi ráže 9 mm je výrazně těžší. Zbraň působí robustně díky větším rozměrům a hmotnosti, ale ve skutečnosti ji mohou poškodit příliš silné náboje.

## Historie
Na začátku 20. století se ve výzbroji finské armády nacházela řada různých pistolí v rozdílných rážích. Finská armáda měla zájem zavést do výzbroje pistoli domácí výroby, kterou by postupně mohla nahradit starší zbraně.
V roce 1929 zkonstruoval Aimo Johannes Lahti vlastní pistoli, kterou nabídl armádě. Pistole prošla několika koly testů, kde se ukázalo, že zbraň stále trpí problémy, které neumožňují její zavedení. Zbraň byla přijata do výzbroje finské armády v roce 1935 a padlo rozhodnutí vyrábět zbraň v ráži 9 mm. Pistole stále trpěla drobnými nedostatky a byla dále upravována, to zpozdilo začátek výroby až na rok 1938. Některé zdroje uvádí, že bylo vyrobeno jen 500 pistolí do začátku Zimní války. Poté výroba pokračovala s menšími přestávkami až do roku 1944. Během produkce docházelo k dalším úpravám zbraně, které měly urychlit a zlevnit výrobu. Po ukončení války se Sovětským svazem v roce 1944 se zastavila produkce nových dílů na zbraně a do roku 1945 pokračovalo již jen sestavování pistolí z dílů z válečné produkce. Tyto pistole byly vyráběny výhradně pro civilní trh a nesly odlišnosti jako chybějící výstražník nebo odstraněné drážky pro uchycení pažby. V roce 1952 došlo k úplnému ukončení výroby pistolí ve VKT. Společnost VKT se v roce 1951 přejmenovala na Valmet
V roce 1940 koupila švédská zbrojovka Husqvarna licenci na výrobu Lahti L-35 a vyráběla mírně modifikovanou verzi m/40 Husqvarna, které se vyrobilo podstatně více kusů než L-35 (zhruba 100 000 ks.).

## Konstrukce
Zbraň využívá energii zpětného rázu s krátkým pohybem hlavně. Závěr je uzamčen pomocí příčně posuvného klínu podobně jako u pistole Bergmann–Bayard Model 1903. Vlivem impulsu zpětného rázu vykonává zákluz hlaveň spojená s pouzdrem závěru a závorníkem. Zatímco se sestava pohybuje vzad, střela opustí hlaveň a poklesne tlak plynů v hlavni na optimální úroveň. Když hlaveň vykoná pohyb přibližně 6 mm vzad, dojde k nadzvednutí klínu ve tvaru U, který obepíná závorník shora a celá sestava se rozpojí, takže samotný závorník se může pohybovat vzad a při tom vyhazuje prázdnou nábojnici. Ve zbrani byl použit zrychlovač kadence (zařízení jinak se vyskytující jen u kulometů), který měl zlepšit fungování zbraně v zimních podmínkách. Při odemčení závěru narazila páka zrychlovače do kulisy v těle zbraně a udělila vyšší rychlost závorníku oproti hlavni, čímž pomohla k lepší extrakci prázdné nábojnice. Později při používání zbraně se ukázalo, že tato součást je nejslabším článkem zbraně. V místě uchycení zrychlovače docházelo k namáhání a praskání pouzdra závěru. Podle některých zdrojů byla hlavní příčina těchto poruch způsobena tím, že vojáci nabíjeli do pistole náboje určené pro samopal Suomi, které měly silnější prachovou náplň. U zbraně m/40 Husqvarna, která také trpěla stejnými problémy, to bylo především způsobeno horší kvalitou materiálu.
L 35 je jednočinná se skrytým kohoutem. Na hřbetu zbraně je výstražník, který signalizuje nabití náboje v komoře. Původně bylo plánováno vybavovat pistole nástavnými pažbami, pro jejichž upevnění byla rukojeť opatřena drážkami, nakonec nebyly pažby vyráběny v žádném významném množství.